# Governo Nitti I
Il governo Nitti I è stato il cinquantatreesimo esecutivo del Regno d'Italia, il primo guidato da Francesco Saverio Nitti.  
Esso, nato in seguito alle dimissioni del governo precedente, è stato in carica dal 23 giugno 1919 al 21 maggio 1920 (sebbene già dimissionario dal precedente 11 maggio), per un totale di 332 giorni, ovvero 10 mesi e 27 giorni.
Questo esecutivo è stato altresì il primo ad essere stato guidato da un membro del Partito Radicale Italiano (PR) e durante quest’ultimo sono state attuate alcune importanti modifiche:
- Con R.D. del 16 novembre 1919, n. 2109, il “Ministero di Grazia e Giustizia e Culti” è stato rinominato in “Ministero della Giustizia e degli Affari di Culto”;
- Con R.D. del 25 novembre 1919, n. 2200, è stato soppresso il “Assistenza militare e Pensioni di guerra”, venendo incorporato nel Ministero del tesoro e, solo con il R.D. del 17 giugno 1920, n. 908 in un proprio sottosegretariato presso il medesimo ministero;
- Con R.D. del 21 marzo 1920, n. 304, è stato soppresso il “Ministero dei Trasporti Marittimi e Ferroviari”, venendo ripartite le sue competenze tra il Ministero dei lavori pubblici ed il Ministero dell’Industria, del Commercio e del Lavoro.

## Compagine di governo

### Affiliazione politica
| Partito | Partito                                | Presidente | Ministri | Commissari | Sottosegretari | Totale |
| ------- | -------------------------------------- | ---------- | -------- | ---------- | -------------- | ------ |
|         | Partito Radicale Italiano              | 1          | 4        | 1          | 7              | 13     |
|         | Unione Liberale (Italia)               | -          | 9        | -          | 8              | 17     |
|         | Indipendente (politica)                | -          | 2        | -          | 5              | 7      |
|         | Partito Socialista Riformista Italiano | -          | 1        | -          | -              | 1      |

Con l’appoggio esterno prima di Partito Democratico Costituzionale Italiano, Unione elettorale cattolica italiana, Partito Democratico, Radicali dissenzienti,  Cattolici Conservatori, Repubblicani dissenzienti, Partito Repubblicano Italiano e Associazione Nazionalista Italiana e, dal 1919, solo del Partito Economico.

### Situazione parlamentare
NOTA: Nonostante ormai le dinamiche parlamentari sulla fiducia (che venivano spesso attuate indirettamente e tramite vari ordini del giorno), avevano ormai portato ad una prassi di forte rilevanza stratificata e abbastanza consolidata dell’organo legislativo e della Monarchia parlamentare, con un’evidente evoluzione in senso democratico della responsabilità politica, essa fu ciononostante solo una convenzione costituzionale. Ufficialmente infatti, ai tempi del Regno d'Italia, poiché secondo lo Statuto Albertino il governo rispondeva concretamente al solo Re (il quale, dando egli stesso una prima fiducia al governo, aveva il potere di far resistere l’esecutivo ad un voto della Camera dei deputati, come alcune volte fece), il rapporto con il Parlamento in senso moderno non era pienamente obbligatorio, pur diventato oramai fondamentale. Per questo motivo, il grafico sottostante espone, secondo ricostruzioni e dichiarazioni, nonché secondo la composizione del governo ed anche secondo il voto effettivamente subìto, il supporto che questo ha ottenuto a fini puramente enciclopedici e storici, tenendo conto della facile mutevolezza delle forze politiche e del contesto storico-politico.
Fino al 1º dicembre 1919 (XXIV legislatura):
| Camera              | Collocazione     | Partiti                                                                        | Seggi     |
| ------------------- | ---------------- | ------------------------------------------------------------------------------ | --------- |
| Camera dei deputati | Maggioranza      | UL (265), PR (62), PSRI (19)                                                   | 346 / 508 |
| Camera dei deputati | Appoggio esterno | DS (29), UECI (20), PD (11), RAD-D. (11), CC (9), REP-D. (9), PRI (8), ANI (5) | 102 / 508 |
| Camera dei deputati | Opposizione      | PSI (52), SOC-IND (8)                                                          | 60 / 508  |

Dal 1º dicembre 1919 (XXV legislatura) all’11 maggio 1920:
| Camera              | Collocazione     | Partiti                                                             | Seggi     |
| ------------------- | ---------------- | ------------------------------------------------------------------- | --------- |
| Camera dei deputati | Maggioranza      | PPI (100), LDR (96), PD (60), UL (41), PR/RAD-IND (12), PSRI/US (6) | 315 / 508 |
| Camera dei deputati | Appoggio esterno | PE (7)                                                              | 7 / 508   |
| Camera dei deputati | Opposizione      | PSI (156), ANCR (17), RRSC (5), PRI (4), ANI (3), SI (1)            | 186 / 508 |

Al momento della sua caduta, l’11 maggio 1920:
| Camera              | Collocazione     | Partiti                                                                  | Seggi     |
| ------------------- | ---------------- | ------------------------------------------------------------------------ | --------- |
| Camera dei deputati | Governo          | PPI (100), UL (41), LDR (24), PR/RAD-IND (12), PSRI/US (6)               | 183 / 508 |
| Camera dei deputati | Appoggio esterno | PE (7), SI (1)                                                           | 8 / 508   |
| Camera dei deputati | Astensione       | LDR-D. (4)                                                               | 4 / 508   |
| Camera dei deputati | Opposizione      | PSI (112)                                                                | 112 / 508 |
| Camera dei deputati | Non votanti      | LDR-D. (68), PD (60), PSI-D. (44), ANCR (17), RRSC (5), PRI (4), ANI (3) | 201 / 508 |

## Composizione
| Carica                                               | Titolare                                                                | Titolare                                                           | Titolare                                                      | Sottosegretari |
| Presidenza del Consiglio dei ministri                | Presidenza del Consiglio dei ministri                                   | Presidenza del Consiglio dei ministri                              | Presidenza del Consiglio dei ministri                         | Sottosegretario di Stato alla Presidenza del Consiglio |
| ---------------------------------------------------- | ----------------------------------------------------------------------- | ------------------------------------------------------------------ | ------------------------------------------------------------- | --- |
| Presidente del Consiglio dei ministri                |                                                                         |                                                                    | Francesco Saverio Nitti (PR)                                  | Carica non assegnata |
| Ministero                                            | Ministri                                                                | Ministri                                                           | Ministri                                                      | Sottosegretario |
| Affari Esteri                                        |                                                                         |                                                                    | Tommaso Tittoni (UL) (fino al 26 novembre 1919)               | Carlo Sforza |
| Affari Esteri                                        |                                                                         | Vittorio Scialoja (UL) (dal 26 novembre 1919)                      |                                                               | Carlo Sforza |
| Interno                                              |                                                                         |                                                                    | Francesco Saverio Nitti (PR)                                  | Giuseppe Grassi |
| Assistenza militare e Pensioni di guerra (soppresso) |                                                                         |                                                                    | Ugo Da Como (UL) (fino al 24 novembre 1919)                   | Marco di Saluzzo di Paesana (fino al 24 novembre 1919) |
| Agricoltura                                          |                                                                         |                                                                    | Achille Visocchi (UL) (fino al 14 marzo 1920)                 | Mario Cermenati |
| Agricoltura                                          |                                                                         | Alfredo Falcioni (UL poi LDR) (dal 14 marzo 1920)                  |                                                               | Mario Cermenati |
| Agricoltura                                          |                                                                         |                                                                    |                                                               | Mario Cermenati |
| Industria, Commercio e Lavoro                        |                                                                         |                                                                    | Dante Ferraris (UL)                                           | - Luigi Murialdi (fino al 14 marzo 1920) - Meuccio Ruini (fino al 14 marzo 1920) - Francesco Perrone (dal 15 marzo 1920) - Marcello Soleri (dal 15 marzo 1920) - Alberto La Pegna (dal 15 marzo 1920) |
| Colonie                                              |                                                                         |                                                                    | Luigi Rossi (PR) (fino al 14 marzo 1920)                      | - Alberto Theodoli di Sambuci (fino al 24 novembre 1919) - Carlo Sforza (dal 4 gennaio 1920 al 14 marzo 1920) - Giuseppe Paratore (dal 14 marzo 1920)                                                 |
| Colonie                                              | Francesco Saverio Nitti (PR) Ad interim (dal 14 marzo 1920)             |                                                                    |                                                               | - Alberto Theodoli di Sambuci (fino al 24 novembre 1919) - Carlo Sforza (dal 4 gennaio 1920 al 14 marzo 1920) - Giuseppe Paratore (dal 14 marzo 1920)                                                 |
| Finanze                                              |                                                                         |                                                                    | Francesco Tedesco (UL) (fino al 14 marzo 1920)                | - Francesco Perrone (fino al 14 marzo 1920) - Pasquale Masciantonio (dal 14 marzo 1920) |
| Finanze                                              |                                                                         | Carlo Schanzer (UL) (dal 14 marzo 1920)                            |                                                               | - Francesco Perrone (fino al 14 marzo 1920) - Pasquale Masciantonio (dal 14 marzo 1920) |
| Tesoro                                               |                                                                         |                                                                    | Carlo Schanzer (UL) (dal 24 giugno 1919 al 14 marzo 1920)     | - Ettore Conti (fino al 31 ottobre 1919) - Bortolo Belotti (fino al 14 marzo 1920) - Andrea Finocchiaro Aprile (dal 14 marzo 1920)                                                                    |
| Tesoro                                               | Francesco Tedesco (UL) Ad interim (dal 21 luglio 1919 al 14 marzo 1920) |                                                                    |                                                               | - Ettore Conti (fino al 31 ottobre 1919) - Bortolo Belotti (fino al 14 marzo 1920) - Andrea Finocchiaro Aprile (dal 14 marzo 1920)                                                                    |
| Tesoro                                               |                                                                         | Luigi Luzzatti (UL) (dal 14 marzo 1920)                            |                                                               | - Ettore Conti (fino al 31 ottobre 1919) - Bortolo Belotti (fino al 14 marzo 1920) - Andrea Finocchiaro Aprile (dal 14 marzo 1920)                                                                    |
| Giustizia e Affari di Culto                          |                                                                         |                                                                    | Lodovico Mortara (Indipendente)                               | - Alberto La Pegna (fino al 14 marzo 1920) - Giovanni Porzio (dal 15 marzo 1920) |
| Trasporti Marittimi e Ferroviari (soppresso)         |                                                                         |                                                                    | Roberto De Vito (PR) (fino al 14 marzo 1920)                  | Edmondo Sanjust Di Teulada (fino al 14 marzo 1920) |
| Trasporti Marittimi e Ferroviari (soppresso)         |                                                                         | Giuseppe de Nava (UL) (dal 14 marzo 1920)                          |                                                               | Edmondo Sanjust Di Teulada (fino al 14 marzo 1920) |
| Guerra                                               | Giovanni Sechi (Militare) Ad interim (fino al 24 giugno 1919)           | Giovanni Sechi (Militare) Ad interim (fino al 24 giugno 1919)      | Giovanni Sechi (Militare) Ad interim (fino al 24 giugno 1919) | - Andrea Finocchiaro Aprile (fino al 14 marzo 1920) - Arnaldo Agnelli (dal 14 marzo 1920) |
| Guerra                                               |                                                                         | Alberico Albricci (Militare) (dal 24 giugno 1919 al 14 marzo 1920) |                                                               | - Andrea Finocchiaro Aprile (fino al 14 marzo 1920) - Arnaldo Agnelli (dal 14 marzo 1920) |
| Guerra                                               |                                                                         | Ivanoe Bonomi (PSRI) (dal 14 marzo 1920)                           |                                                               | - Andrea Finocchiaro Aprile (fino al 14 marzo 1920) - Arnaldo Agnelli (dal 14 marzo 1920) |
| Lavori Pubblici                                      |                                                                         |                                                                    | Edoardo Pantano (PR) (fino al 14 marzo 1920)                  | Anselmo Ciappi |
| Lavori Pubblici                                      |                                                                         | Giuseppe de Nava (UL) (dal 14 marzo 1920)                          |                                                               | Anselmo Ciappi |
| Marina                                               |                                                                         |                                                                    | Giovanni Sechi (Indipendente)                                 | - Marcello Soleri (fino al 14 marzo 1920) - Guido Celli (dal 15 marzo 1920) |
| Poste e Telegrafi                                    |                                                                         |                                                                    | Pietro Chimienti (UL) (fino al 13 marzo 1920)                 | - Pasquale Masciantonio (fino al 14 marzo 1920) - Ernesto Pietriboni (dal 14 marzo 1920) |
| Poste e Telegrafi                                    |                                                                         | Giulio Alessio (PR) (dal 14 marzo 1920)                            |                                                               | - Pasquale Masciantonio (fino al 14 marzo 1920) - Ernesto Pietriboni (dal 14 marzo 1920) |
| Pubblica Istruzione                                  |                                                                         |                                                                    | Alfredo Baccelli (UL) (fino al 14 marzo 1920)                 | - Guido Celli (fino al 14 marzo 1920) - Pompeo Gherardo Molmenti - Raffaele Caporali (fino al 14 marzo 1920)                                                                                          |
| Pubblica Istruzione                                  |                                                                         | Andrea Torre (UL) (dal 14 marzo 1920)                              |                                                               | - Guido Celli (fino al 14 marzo 1920) - Pompeo Gherardo Molmenti - Raffaele Caporali (fino al 14 marzo 1920)                                                                                          |
| Terre liberate dal nemico                            |                                                                         |                                                                    | Cesare Nava (UL poi PPI) (fino al 13 marzo 1920)              | Ernesto Pietriboni (dal 19 gennaio 1919) |
| Terre liberate dal nemico                            |                                                                         |                                                                    | Cesare Nava (UL poi PPI) (fino al 13 marzo 1920)              | Ernesto Pietriboni (dal 19 gennaio 1919) |
| Terre liberate dal nemico                            |                                                                         | Giovanni Raineri (UL) (dal 14 marzo 1920)                          |                                                               | Ernesto Pietriboni (dal 19 gennaio 1919) |
| Commissariati generali                               |                                                                         |                                                                    |                                                               | |
| Carboni e Combustibili nazionali                     |                                                                         |                                                                    | Roberto De Vito (PR) (fino al 13 marzo 1920)                  | Roberto De Vito (PR) (fino al 13 marzo 1920) |

## Cronologia

### 1919
- 23 giugno - Il governo giura dinnanzi al Re.
- 28 giugno - È firmato a Parigi il Trattato di Versailles.
- 29 settembre - Per permettere alla popolazione di esprimersi dopo un prolungamento della legislatura a causa della Prima guerra mondiale ed in seguito al varo della riforma elettorale in senso proporzionale puro, è sciolta la Camera dei Deputati e sono convocati gli elettori per il 16 novembre; e il nuovo Parlamento per il 1º dicembre.
- 16 novembre: Si svolgono le elezioni politiche: Le precedenti forze politiche principali — Unione Liberale (UL) e Partito Radicale Italiano (PR) — collassano a favore del Partito Socialista Italiano (PSI) e dei cattolici, riunitisi attorno al nuovo Partito Popolare Italiano (PPI), mentre i liberali si rifugiano nei gruppi di Liste concordate di liberali, democratici e radicali (LDR) e Democrazia Sociale (DS). Crescono varie forze minori in Parlamento, andando ad occupare lo spazio generatosi dall’arretramento delle forze precedenti e nasce l’Associazione Nazionale Combattenti e Reduci (ANCR).

### 1920
- 11 maggio - In seguito agli scioperi sindacali dei postelegrafonici (preludio del futuro Biennio rosso) che il governo tentò di reprimere sospendendo loro lo stipendio, la Camera dei Deputati reagì alla vertenza con una serie di interrogazioni, interpellanze e mozioni, che l’onorevole Donati chiese di porre nell’ordine del giorno del giorno successivo, con il parere contrario del governo. Avendo dunque impegnato la propria permanenza in carica sul rifiuto di votazione, essa fu ciononostante approvata con 191 favorevoli (112 contrari, 4 astenuti, 201 non votanti).
- 12 maggio - Tenuto conto del voto, il Presidente del Consiglio rassegna le dimissioni dinnanzi al Re. Questi, accettatele, tentò inizialmente di conferire l’incarico a Filippo Meda ed a Ivanoe Bonomi ma, dopo il rispettivo fallimento di ciascuno di essi, l’incarico venne nuovamente conferito a Nitti.
- 21 maggio - Con il giuramento del nuovo esecutivo termina ufficialmente l’esperienza di governo.